# کیان (بغلان)
کیان دره‌ و روستای در ولایت بغلان در شمال شرقی افغانستان است. این وادی در دره کیان، واقع در ۳۰ کیلومتری غرب ولسوالی دوشی واقع شده‌است.
کیان به عنوان پایگاه سیاسی و فرهنگی اسماعیلیان افغانستان معروف است. در مسیر تاریخ افغانستان، کیان یکی از مکان‌های است که در آن بیشتر جلسات و مذاکرات سیاسی میان گروه‌های مختلف قومی و نژادی برگزار شده است. ‫‫سید منصور نادری رهبر اسماعیلیان افغانستان زاده‌ی همین روستا است. پدرش سید کیان و اجدادش این روستا را به عنوان مرکز فرمان‌روایی و حکومت اسماعیلیان افغانستان برگزیده بود. خانواده سید کیان برای مدت طولانی، تقریباً نزدیک به ۲۵۰ سال، نمایند‌گی رسمی امام حاضر اسماعیلیان جهان را، در افغانستان داشتند. 
بخشی از داستان دره کیان، در فلم مستندی که به کارگردانی جیف هارمون از سوی شبکه جورنی من، به تصویر کشیده شده است و سید جعفر نادری، فرمانده پیشین ولایت بغلان، نقش مرکزی را در آن فلم مستند بازی کرده است. پس از ترک قوت‌های شوروی سابق، نیروهای مسلح اسماعیلیان افغانستان که از دره کیان رهبری می‌شدند، به ۱۲ هزار تن می‌رسید. و برخی منابع دیگر این رقم را حتی ۱۸ هزار نیز گفته است.  

## پیکر عقاب
در سال‌های ۱۳۷۰ خورشیدی و ۱۹۹۰ میلادی، یک مهمان‌خانه مجلل و زیبا به شکل عقاب، بالای یکی از تپه های بلند و سرسبز در دره کیان اعمار شد. اکثر جلسات و گتفگوهای سیاسی با اشتراک رهبران جهادی و دولتی در آنجا صورت می‌گرفت. این پیکر عقاب پس از تسلط گروه طالبان بر ولایات شمالی افغانستان در اگست ۱۹۹۸ میلادی، توسط انفجار ماین، به آتش کشیده شد. 
دو خبرنگار فرانسوی به نام‌های کلاس و فردریک، برای به تصویر کشیدن جنگهای داخلی در افغانستان، بین سال‌های ۱۹۹۰ و ۱۹۹۷، چندین مراتب به شمال افغانستان سفر کرده بودند. آن‌ها در سال ۱۹۹۷ تصاویری زیادی از دره کیان و پیکر عقاب برداشته بودند. عکاسان فرانوسی در بخشی از توضیحاتی که در پای عکس‌های گرفته شده از دره کیان، ارایه کرده، اسماعیلیان افغانستان را یکی از مدرن ترین و بازتریک جوامع، عنوان نموده اند. 

## درمان‌گاه معتادان مواد مخدر
با فروپاشی اتحاد جماهیر شوروی و آغاز جنگ‌های داخلی در افغانستان، شماری زیادی از جوانان و اطفال در بخشهای از ولایات شمالی افغانستان بشمول بدخشان، به مصرف تریاک و مواد مخدر رو آورده بودند. رهبری اسماعیلیان افغانستان، برای رسیده‌گی به شرایط، شفاخانه‌ی ساحوی را در دره کیان به منظور تداوی معتادان اعمار نمودند که در مدت چندین سال، حدود بیشتر از سه هزار بیمار در آنجا درمان شده بودند. این شفاخانه همچنان تیم های سیار را به ساحات ولسوالی های مرزی در ولایات بدخشان فرستاده بود تا افرادی که به استفاده مواد مخدر مبتلا هستند را شناسایی نموده و در همانجا درمان کنند.   

## جنگ‌سالار کیان

سید جعفر نادری در فلم مستندی جنگسالار کیان (۱۹۸۹)

جنگ سالار کیان (Warlord of Kayan)، عنوان فلم مستندی است که در سال ۱۹۸۹ میلادی و در زمان خروج نیروهای نظامی شوروی از افغانستان، از سوی جیف هارمون ثبت و تولید شده است. نقش مرکزی را در این مستند سید جعفر نادری، فرزند ارشد سید منصور نادری دارد. بر اساس این مستند، در آن زمان، سید جعفر نادری به عنوان فرمانده نیروهای نظامی در افغانستان فعالیت داشت و فرمانده حدود بیشتر از ۱۲۰۰۰ نظامیانی بود که برای منافع اسماعیلیان افغانستان میجنگیدند. این فلم، در حقیقت بخش از زندگی سید جعفر نادری را به تصویر میکشد و حکایت اینکه او چگونه از شهری در پنسلوانیایی امریکا به افغانستان باز میگردد و در سن جوانی مسوولیت بزرگ نظامی را عهده دار میشود. او همچنان یکی از افرادی است که در زمان خروج نیروهای شوروی، فرقه هشتاد را در ولایت بغلان با منابع هنگفت وسایل و ابزارهای نظامی و جنگی از روسها تسلیم میشود. با بدست آوردن حجم زیادی از اسلحه و ماشین‌های جنگی، اسماعیلیان افغانستان به یک قدرت بی بدیل در شمال افغانستان تبدیل می‌گردند. 

## سید کیان
سید کیان لقب سید نادرشاه کیانی، کسیکه به عنوان رهبر مذهبی، شاعر و شخصیت پرنفوذ سیاسی در تاریخ افغانستان از او یادشده است. سید نادرشاه فرزند سید گوهرشاه، در سال ۱۲۷۶ هجری خورشیدی در شهر کولاب، آنسوی آمو دریا به دنیا آمد. خانواده کیانی به دلیل فضای نامناسب سیاسی، از دره کیان ولایت بغلان به کولاب، تاجکستان تبعید شده بودند. سید کیان، مکی و نماینده سلطان محمدشاه، امام چهل و هشتم اسماعیلیان، بود. او در کنار کارهای سیاسی و مردمی، به فلسفه و عرفان اسلامی علاقه داشت. از وو حدود بیشتر از ۵۰ جلد کتاب در بخشهای شعر، عرفان اسلامی، حدیث و تاریخ اسماعیلیه افغانستان، بجا مانده است. 